# مكتب فحص موسيقى الرايخ

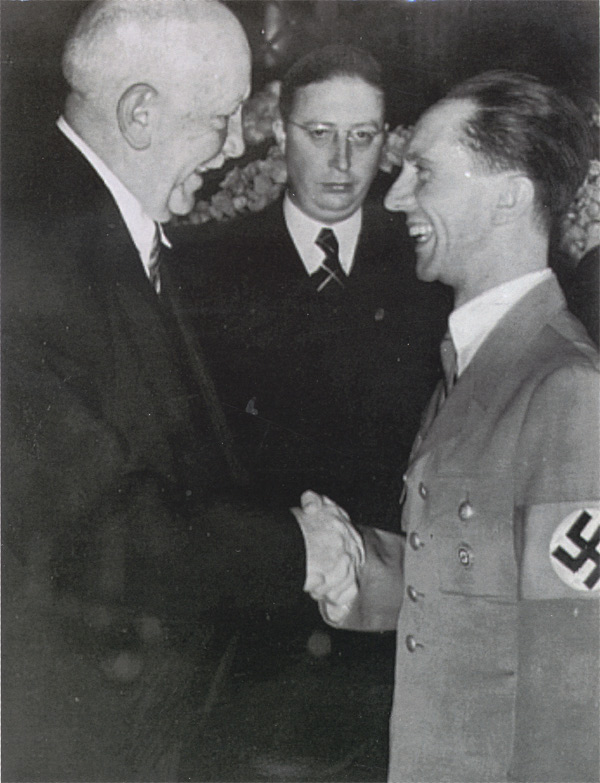
هاينز دروز بين ريتشارد شتراوس (يسار) وجوزيف جوبلز في عام 1938

كان مكتب فحص موسيقى الرايخ (بالألمانية: Reichsmusikprüfstelle ) منظمة داخل وزارة التنوير والدعاية العامة للرايخ كان دورها منع توزيع الموسيقى «غير المرغوب فيها» داخل ألمانيا النازية. وبذلك، عملت بالاشتراك مع غرفة الموسيقى في غرفة ثقافة الرايخ.
تأسس المكتب نتيجة أمر يتعلق بالموسيقى غير المرغوب فيها والخطيرة، الصادر عن غرفة الموسيقى في ديسمبر 1937. أصبح هاينز دروز أول مدير للمكتب. في البداية، كان اختصاص المكتب هو فحص جميع الموسيقى الأجنبية قبل النشر أو التوزيع، ولكن في مارس 1939، توسع هذا الدور ليشمل جميع الموسيقى. نظرًا لأن هذه المهمة كانت كبيرة جدًا بحيث لا يمكن لمكتب واحد التعامل معها، فإن الناشرين كانوا تحت الضغط فقط لتقديم الموسيقى إلى المكتب إذا تم طلبها، على الرغم من أن بعض الملحنين قدموا مؤلفاتهم الخاصة على أي حال.
كجزء من عمله، نشر مكتب اختبار موسيقى الرايخ قوائم من المؤلفات غير المرغوب فيها>، والتي تم إنتاج أولها في 31 أغسطس 1938 ونشرت في الجريدة الرسمية لغرفة الموسيقى في 1 سبتمبر. تم نشر العديد من هذه القوائم. من الناحية العملية، تم حظر عدد قليل جدًا من المؤلفات، [بحاجة لمصدر] لأن مجرد وجود المكتب له تأثير التنظيم الذاتي.